# Raffaele Marcoli
Raffaele Marcoli (Turbigo, Llombardia, 27 de març de 1940 - Feriolo, 29 d'agost de 1966) va ser un ciclista italià que fou professional entre 1963 i 1966. En el seu palmarès destaquen quatre victòries d'etapa al Giro d'Itàlia. Va morir prematurament en un accident de trànsit a finals d'agost de 1966, sols quinze dies després de la victòria a la Coppa Bernocchi.

## Palmarès
- 1962
  - 1r a la Copa d'Inverno
  - 1r al Gran Premi Somma
- 1964
  - Vencedor d'una etapa al Giro d'Itàlia
- 1965
  - Vencedor de 2 etapes al Giro d'Itàlia
- 1966
  - 1r a la Coppa Bernocchi
  - Vencedor d'una etapa al Giro d'Itàlia
  - Vencedor d'una etapa a la Tirrena-Adriàtica

### Resultats al Giro d'Itàlia
- 1963. 85è de la classificació general
- 1964. 94è de la classificació general. Vencedor d'una etapa
- 1965. 66è de la classificació general. Vencedor de 2 etapes
- 1966. 56è de la classificació general. Vencedor d'una etapa